# Ma’an Shan
Ma’an Shan (chinesisch 馬鞍山 ‚Sattelberg‘) ist ein 57 m hoher Hügel an der Ingrid-Christensen-Küste des ostantarktischen Prinzessin-Elisabeth-Lands. In den Larsemann Hills ragt er westlich des Lake Reid am Ufer des Nella-Fjords auf.
Chinesische Wissenschaftler benannten ihn 1990 im Zuge der Erstellung von Luftaufnahmen und Kartierungsarbeiten.